# Первое Мая (Кара-Кульджинский район)
Первое Мая (кирг. Биринчи Май) — село в Кара-Кульджинском районе Ошской области Кыргызстана. Входит в состав Кара-Кульджинского айылного аймака.

## География
Село расположено в северной части области, на левом берегу реки Каракульджа, на расстоянии приблизительно 3 километров (по прямой) к востоку от села Кара-Кульджа, административного центра района. Абсолютная высота — 1486 метров над уровнем моря.

## Население
Согласно оценочным данным Национального статистического комитета Кыргызской Республики, численность населения села на начало 2023 года составляла 6598 человек.
| год     | 2009 | 2014 | 2015 | 2020 | 2021 | 2023 |
| ------- | ---- | ---- | ---- | ---- | ---- | ---- |
| человек | 6359 | 6171 | 6194 | 6433 | 6543 | 6598 |